# 富小路資直
富小路 資直（とみのこうじ すけなお、生年不詳 - 天文4年12月1日（1535年12月25日））は、戦国時代の公家。宮内卿・富小路俊通の子。官位は従三位・弾正少弼。号は雀軽子。

## 経歴
中務丞を経て、文明16年（1484年）六位蔵人兼左近衛将監に任官し、永正3年（1506年）従五位下に叙爵する。のち、永正9年（1512年）正五位下、永正12年（1515年）従四位下、永正16年（1519年）従四位上、大永2年（1522年）正四位下と昇進する傍らで、石見守・弾正少弼を務めた。大永6年（1526年）父に続いて従三位に任ぜられ公卿に列す。また、資直は昇殿を許され、富小路家は堂上家に加わった。
三条西実隆・公条父子に重用されて活動し、歌合の判や古典の書写を行うとともに、十市遠忠・岩山道堅とも交際があった。歌集に『従三位資直卿百首』があり、和歌作品は『百首部類』や実隆の私家集『雪玉集』などに採録されている。蹴鞠・医学にも通じたほか、地方を旅することも多く、天文4年（1535年）に完成した紀行文『資直越前紀行』が現在に伝わっている。
天文4年（1535年）12月1日薨去。

## 官歴
『諸家伝』による。
- 時期不詳：中務丞[1]
- 文明16年（1484年） 8月25日：六位蔵人兼左近衛将監
- 永正3年（1506年） 3月28日：従五位下
- 時期不詳：従五位上。石見守[1]
- 永正9年（1512年） 2月1日：正五位下
- 永正12年（1515年） 2月20日：従四位下
- 永正16年（1519年） 2月2日：従四位上
- 大永2年（1522年） 正月5日：正四位下
- 時期不詳：弾正少弼
- 大永6年（1526年） 3月23日：従三位
- 天文4年（1535年） 12月1日：薨去

## 系譜
『系図纂要』による。
- 父：富小路俊通
- 母：不詳
- 妻：不詳
  - 男子：富小路氏直（1502-?）